# Eye of I
Eye of I ist ein Jazzalbum von James Brandon Lewis. Die am 15. September 2021 entstandenen Aufnahmen erschienen am 3. Februar 2023 auf dessen Label Anti Records.

## Hintergrund
Eye of I  folgt auf das Nachfolgealbum des von der Kritik gefeierten Albums Jesup Wagon (2021) und das Livealbum MSM: Molecular Systematic Music Live  (2022). Daraufhin hat Lewis ein völlig neues Trio mit dem Cellisten Chris Hoffman – der ein stark verzerrtes elektrisches Instrument spielt – und dem Schlagzeuger Max Jaffe. Hinzu kommen der Kornettist Kirk Knuffke und der Keyboarder Shahzad Ismaily, die hier und da auftauchen, und auf einem Track, „Fear Not“ spielte Lewis mit den Messthetics (mit Gitarrist Anthony Pirog, Bassist Joe Lally und Schlagzeuger Brendan Canty).
„Womb Water“ ist eine Komposition von Cecil Taylor aus dessen Album Winged Serpent (Sliding Quadrants) von 1984.

## Titelliste
- James Brandon Lewis: Eye of I (Anti 7950-2)[1]

1. Foreground 0:44
2. Someday We’ll All Be Free (Donny Hathaway, Kay Conley & Edward Howar) 5:34
3. The Blues Still Blossoms 6:37
4. Middle Ground 0:47
5. Eye Of I 4:40
6. Within You Are Answers 5:47
7. Womb Water (Cecil Taylor) 4:24
8. Background 0:29
9. Send Seraphic Beings 3:44
10. Even the Sparrow 6:54
11. Fear Not 7:55

Wenn nicht anders vermerkt, stammen die Kompositionen von James Brandon Lewis.

## Rezeption
Thom Jurek verlieh dem Album in Allmusic vier Sterne und schrieb, diese elf Melodien würden alle kinetische Unmittelbarkeit bieten. Sie offenbaren Lewis’ kompositorisches Können, artikuliert über angespannte Balladen, muskulösen Post-Bop, spacigen Gospel, Blues sowie modalen und spirituellen Jazz, ausgeglichen durch widerspenstige Klänge, strukturierte Dissonanzen und eine tiefgreifende lyrische Sensibilität. Eye of I zeige die Unmittelbarkeit und Bandbreite in Lewis’ musikalischer Vorstellungskraft in Komposition, Improvisation und Kommunikation mit einer freieren, unmittelbar instinktiven Persönlichkeit, die voll zur Geltung komme.
Bei James Brandon Lewis, der jetzt seit fast einem Jahrzehnt mit bemerkenswerten Alben fasziniere, könne man nie seinen nächsten Schritt vorhersagen. Er komme ständig mit neuen Bandprojekten, neuen Kontexten und fordere sich selbst heraus, seiner eigenen Kunst eine neue Wendung zu geben, aber er sei auch jedes Mal erkennbar, wenn er das Tenorsaxophon an seine Lippen hebt, schrieb Phil Freeman in Ugly Beauty/Stereogum. Die Musik habe eine langsame, voranmarschierende Qualität; Eye of I sei eine brillante, schöne Platte, die eine konzentrierte Aufmerksamkeit verdiene.

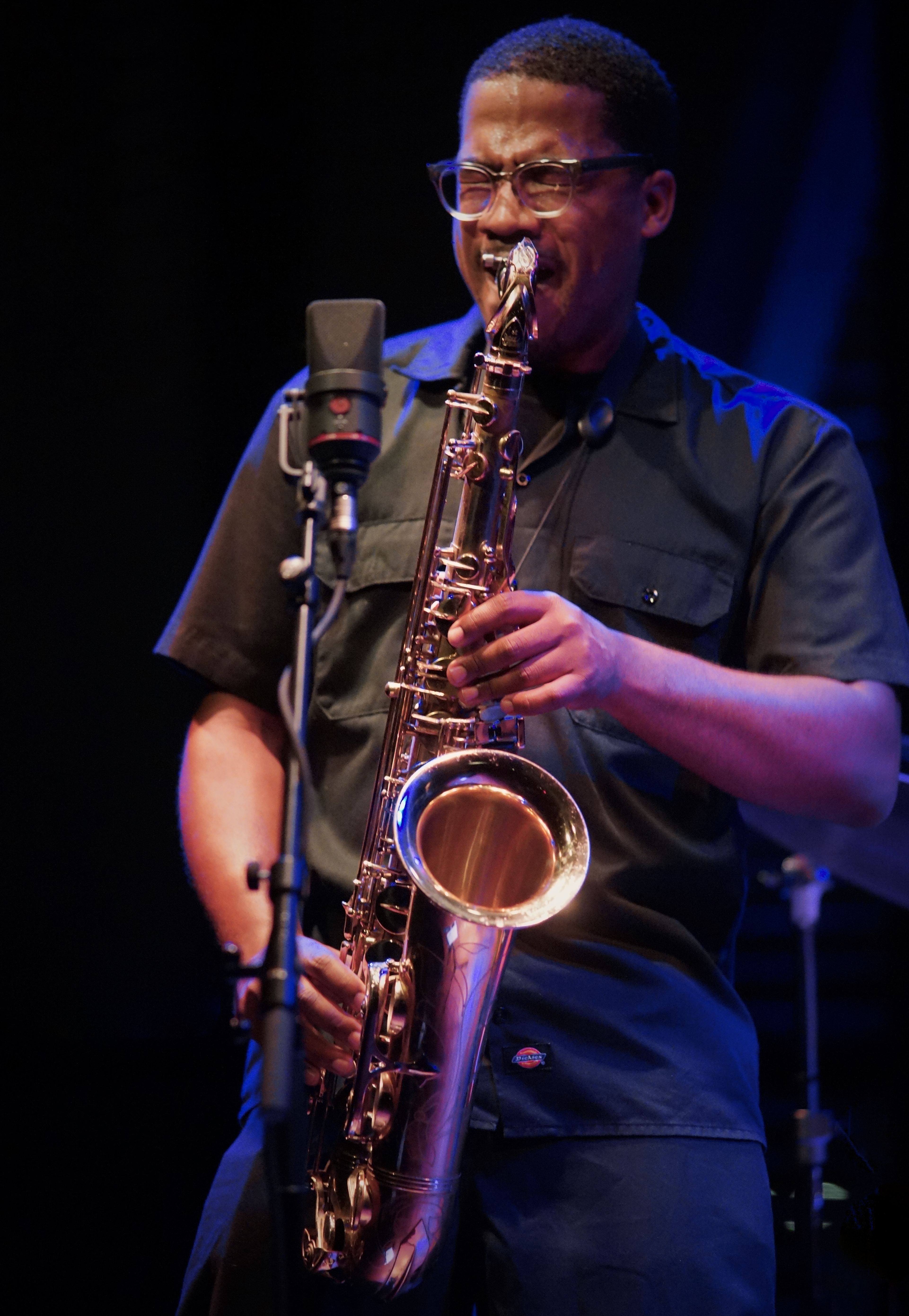
James Brandon Lewis bei einem Auftritt im BIM Amsterdam 2017

Nach Ansicht von Dave Sumner (Daily Bandcamp) ist die Struktur eines Stücks einfach ein natürliches Nebenprodukt seiner Intensität. Das sei für niemanden neu, der mit der Musik von James Brandon Lewis vertraut ist. Ein Merkmal der Musik des Saxophonisten sei seine suchende Qualität – als wäre ein melodisches Fragment ein Hinweis auf ein Geheimnis, das darauf wartet, entdeckt zu werden. In jenen Momenten, in denen Lewis’ Lyrik den Weg erhellt, wie es bei „Someday We’ll All Be Free“ und „Even the Sparrow“ der Fall ist, sei die Schönheit der Musik überwältigend.
Der amerikanische Saxophonist James Brandon-Lewis überrasche auf „Eye of I“ mit einer Ästhetik, die an Free-Funk-Klassiker wie Arthur Blythes „Lenox Avenue Breakdown“ oder Ornette Colemans „Body Meta“ erinnere, schrieb Wolf Kampmann in Jazz thing. Dies geschehe auch mit seiner Besetzung von Saxophon, elektrisch verstärktem Cello und Schlagzeug, teilweise ergänzt durch Kirk Knuffkes Trompete, was auch ein Stück weit an Julius Hemphills „Dogon AD“ erinnern würde, allerdings durchsetzt von einer hymnischen Qualität, die wiederum in bestimmten Momenten Lester Bowie oder John Coltrane ins Gedächtnis rufe. Brandon-Lewis schlage einen weiten stilistischen Bogen von charismatischem Post Bop über innigen Free- und Noise-Jazz bis hin zu zeitlosem Soul. Den instrumentalen Stimmen räume er so viel Platz wie möglich ein, auf dass sie sich individuell entfalten und auf einem Metalevel zu einem gemeinsamen Idiom zusammenfinden können.
Während seiner 44-minütigen Laufzeit mache Eye of I den Eindruck, dass die kommunikative Natur, die den Jazz definiert hat, unter unseren besten jungen Musikern nach wie vor stark sei, meint John Morrison (Daily Bandcamp). Indem sie sich der Praxis des authentischen musikalischen Ausdrucks in Echtzeit verschreiben, würden sich James Brandon Lewis, Max Jaffe und Chris Hoffman gegenseitig durch das kreative Wagnis der Improvisation führen und auf der anderen Seite lebendig herauskommen.
Bei einem Blindfold Test für den Down Beat meinte Dave Liebman: „Ausgezeichneter Schlagzeuger. Es hörte sich an, als ob drei Leute zusammen spielten. Der Tenorspieler hat sich endlich von einer bestimmten Spielweise gelöst und sich den Obertönen und Mehrklängen zugewandt, die jetzt so oft gespielt werden, was ein toller Durchbruch war, und blieb bis zum Ende dabei, was eine gute Entscheidung war. Dies hat keine changes, aber Klangfarbe; keine echten Melodien, nur Texturen. Schöner Spieler.“